# Мен Хоу
Мен Хоу (спрощ.: 孟获; кит. трад.: 孟獲; піньїнь: mèng huò; ? — ?) — китайський політичний діяч початку 3 століття, військовик з регіону Наньчжун. Згадується в біографії Чжуге Ляна в «Історії китайських держав» (355). Один з ватажків бірманських і тайських племен.

## Короткі відомості
Мен Хоу походив з повіту Цзяньнін провінції І. Народився від шлюбу китайця з тайкою. 
Під час повстання Юн Кая проти китайської династії Шу підбурював населення Наньчжуну до бунту.
225 року, під час завойовницького походу Чжуге Ляна до Наньчжуна, очолив бірмансько-тайську знать, що вбила Юн Кая. Вів боротьбу проти китайських нападників, але без особливих успіхів. 
Сім разів потрапляв у полон до Чжуге Ляна, але отримував свободу. На сьомий раз був вражений чуйністю китайського генералітету і присягнув на вірність династії Шу.
В «Романі трьох держав» зображається ваном «південних варварів». Чоловік пані Чжужун.